# Municipio de Iowa (condado de Cedar)
El municipio de Iowa (en inglés: Iowa Township) es un municipio ubicado en el condado de Cedar en el estado estadounidense de Iowa. En el año 2010 tenía una población de 427 habitantes y una densidad poblacional de 4,38 personas por km².

## Geografía
El municipio de Iowa se encuentra ubicado en las coordenadas 41°38′57″N 91°12′5″O / 41.64917, -91.20139. Según la Oficina del Censo de los Estados Unidos, el municipio tiene una superficie total de 97.54 km², de la cual 96,01 km² corresponden a tierra firme y (1,57 %) 1,54 km² es agua.

## Demografía
Según el censo de 2010, había 427 personas residiendo en el municipio de Iowa. La densidad de población era de 4,38 hab./km². De los 427 habitantes, el municipio de Iowa estaba compuesto por el 96,96 % blancos, el 0,7 % eran amerindios, el 0,23 % eran asiáticos y el 2,11 % eran de una mezcla de razas. Del total de la población el 2,11 % eran hispanos o latinos de cualquier raza.